# Celeiro de São Francisco
O Celeiro de São Francisco, também referido como Celeiro do Convento de São Francisco ou Torre da Horta dos Cães, é um edifício histórico na cidade de Faro.
De planta octogonal, ostenta nas paredes exteriores duas curiosas decorações, em massa, representando Hércules e o Gigante Adamastor.
O edifício foi mandado executar, em meados do século XVIII pelo Desembargador Veríssimo de Mendonça Manuel ao mesmo tempo que o da Casa das Figuras, partilhando com este a semelhança das referidas decorações exteriores.

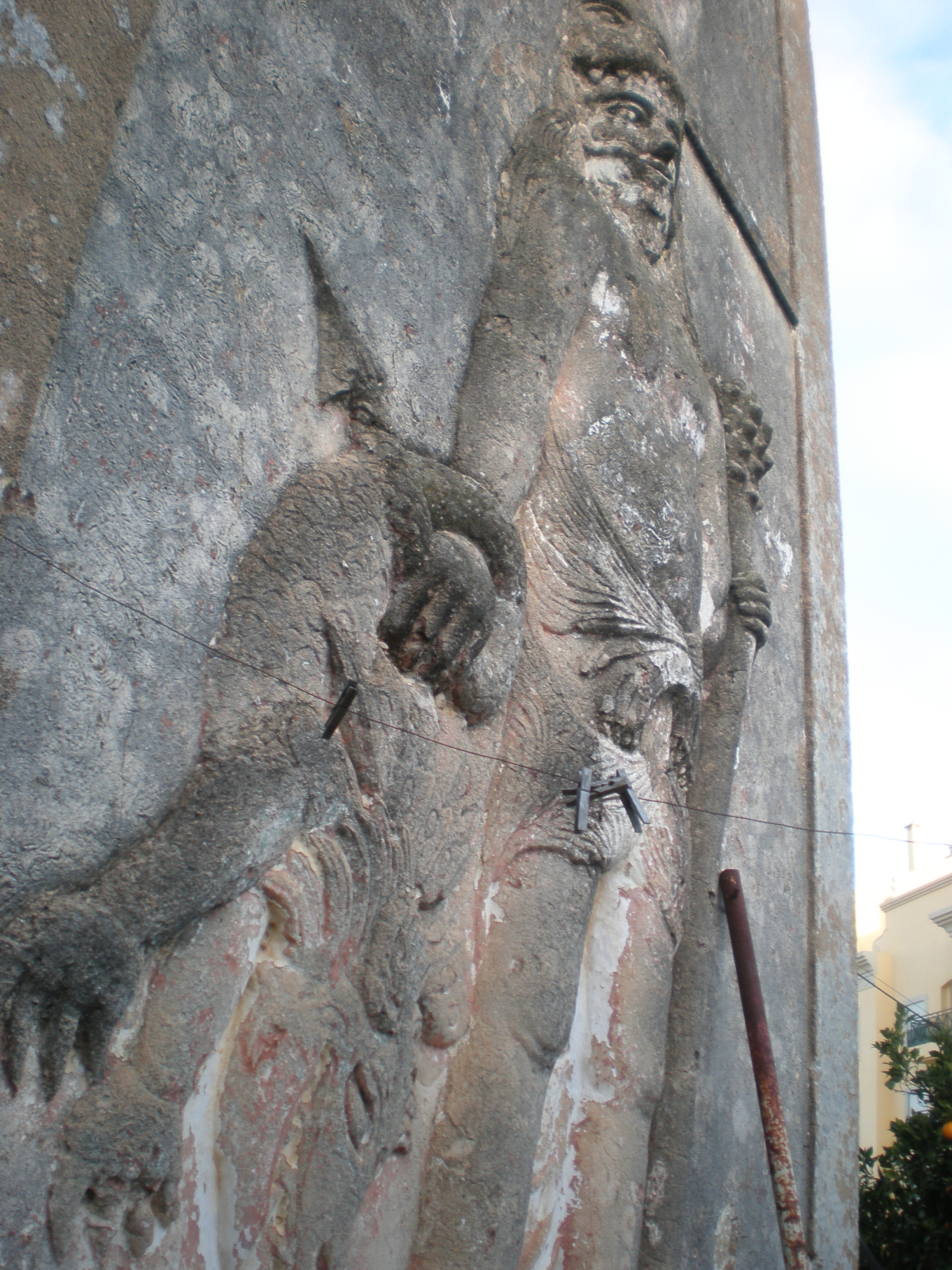
Figura no exterior do Celeiro de S. Francisco

A tradição atribui ao edifício da Horta dos Cães a função de celeiro, mas a verdade é que actualmente considera-se que o torreão octogonal foi construído para servir como uma espécie de casa de fresco. A torre lembra a Torre dos Ventos em Atenas.
Está classificado como Imóvel de Interesse Público desde 29 de Setembro de 1977.

## História recente
Em Março de 2018 o telhado do edifício desabou. Os proprietários foram notificados para que o recuperassem, mas como não tem utilidade doaram-no ao município. 
Em 2020 começou a ser recuperado, e após a obra irá constituir um equipamento cultural com atividades pontuais que deverá ser dinamizado pelo tecido associativo da cidade. 
Em 7 setembro de 2021 foi cedida à FARO 1540 – Associação de Defesa e Promoção do Património Ambiental e Cultural de Faro. Logo que as obras esteja concluídas, a FARO 1540 pretende instalar no local um projeto de cariz cultural designado de Torre de São Francisco: Território e Memória, um espaço de reflexão, interpretação, organização, exposição e divulgação do património histórico material e imaterial da cidade de Faro, desenvolvido em estreita articulação com a comunidade farense e para a comunidade farense, ao nível da colaboração e co-criação, envolvendo tanto a academia, como associações e ONGs, arquivos, bibliotecas, museus e redes informais de cidadãos.

## Fonte
Lameira, Francisco I. C. Faro Edificações Notáveis. Edição da Câmara Municipal de Faro, 1995.

## Ligação exterior
- «O Celeiro de S. Francisco no Site da Câmara Municipal de Faro»